# Alarmtuch
Ein Alarmtuch oder eine Alarmmatte ist ein Alarmmelder, der auf Belastungsänderungen reagiert.

## Im Zusammenspiel mit Alarmanlagen

### Alarmtuch
Alarmtücher werden in Ausstellungen, Museen, Messen, Kirchen und an anderen Orten eingesetzt, an denen dem Besucher ein wertvolles Objekt ohne Sichtbehinderung oder sonstige Einschränkung zugänglich gemacht werden soll. Das Alarmtuch war der erste Alarmmelder, der diese Möglichkeit der diskreten Absicherung von ausgestellten Wertgegenständen ohne unverhältnismäßigen Aufwand bot. Es war auch der erste Melder, der bei Wanderausstellungen eine barrierefreie Präsentation der Ausstellungsstücke ermöglichte.
Das Alarmtuch ist ein ca. 1 mm dickes Kunststoffvlies, das wie ein Tischtuch unter die zu überwachenden Objekte gelegt wird. Das Vlies enthält zahlreiche Messpunkte, die aus meist gitterförmig angeordneten Glasfasern bestehen. Die zu überwachenden Objekte müssen eine bestimmte Mindestauflagefläche aufweisen, die je nach Hersteller und Typ variiert. 
An das Alarmtuch ist eine Elektronik angeschlossen, die ständig die Gewichtsbelastung auf dem Tuch überwacht. Ändert sich das Gewicht um einen bestimmten Betrag, sendet die Elektronik eine Alarmmeldung an die angeschlossene Alarmanlage. Das Alarmtuch ist ein aktiver Alarmgeber.

### Alarmmatte
In abgewandelter Form werden weniger empfindliche Alarmmatten zur Überwachung von Haustüren oder Patienten eingesetzt. Solche Matten verwenden aufgrund ihres unterschiedlichen Empfindlichkeitsbereichs häufig Druckschalter im Inneren.

## Zum Schutz alter oder pflegebedürftiger Menschen
Das Konzept des Alarmtuches wird auch zum Schutz alter oder pflegebedürftiger Menschen eingesetzt, insbesondere zur Verringerung der Gefahr von Stürzen. Dafür gibt es zwei Hilfsmittel:
- Die Alarmmatte oder Alarmmatratze löst ein Signal aus, wenn der pflegebedürftige Mensch aus dem Bett fällt oder dieses verlässt.
- Die Tritt-Alarmmatte wird vor dem Bett oder einem Sitzmöbel platziert und löst ein Signal aus, wenn das Sitzmöbel oder Bett verlassen wird.

Diese Hilfsmittel spielen eine Rolle bei der Abwägung, ob auf die Bewegungseinschränkung durch Gitter oder Absperrungen durch den Einsatz gelinderer Mittel verzichtet werden kann.

## Quelle
- Bodo Wollny: Alarmanlagen. Planung, Komponenten, Installation. 4. Auflage. Richard Pflaum Verlag GmbH & Co. KG, ISBN 3-7905-0903-5.